# 加油SMAP
《加油SMAP》（日语：SMAPのがんばりましょう）是一檔於1995年4月10日至同年9月29日在富士電視網週一至週五深夜時段播出的綜藝節目， 該節目由日本男子偶像團體SMAP主持。

## 簡介
《加油SMAP》的節目形態是：週一為音樂表演；週二為成員之間的談話或訪談；週三為短劇；週四是嘉賓表演及採訪；週五則是新喜劇表演。這檔節目被視為是週六晚間播出的《梦MORI MORI》的兄弟節目，同時也被認為是《SMAP×SMAP》的緣起。
由於電視網部分加盟台會延後播出，故而當時採取的措施是一次錄完五期節目。
週二與週四的節目採用的是相同場景，草地上有三個雙人沙發，六位成員採用草彅剛與香取慎吾、木村拓哉與中居正廣、稲垣吾郎與森且行這樣的組合落座，週四的嘉賓則坐在木村與中居之間。節目中主持人都穿著睡衣（夏季則為浴衣），嘉賓通常也是如此。另外，週四的訪談內容還會被用於《明星秘密報告》的節目。
出現在新喜劇里的角色“Strong ACE”（ストロングエース）也在《夢MORI MORI》中登場過。在節目中有由木村拓哉即興創作的主題曲也被其他成員在SMAP的演唱會上多次演唱。

## 舞台
- 1995年4・5月：大衆食堂
- 1995年6月：便利店
- 1995年7・8月：海之家（日语：海の家）
- 1995年9月：西部片

## 製作
- 編劇：鈴木修（日语：鈴木おさむ）、安達元一（日语：安達元一）
- 副製片：黒木彰一（日语：黒木彰一）
- 製片人：荒井昭博（日语：荒井昭博）
- 助理製片：傑尼斯事務所
- 版權：富士電視台

## 出典
1. ↑  此時成員森且行尚未退團，故而SMAP當時為六人組合。
2. ↑  節目實際播出時間應該為週二到週六凌晨，但按照日本收視統計習慣依舊歸類到週一到週五的深夜時段。

## 相關
- SMAP×SMAP
- SMAP☆加油!!